# Кућа Ковачевића
Кућа Ковачевића се налази у селу Горњем Лајковцу, на територији општине Мионица, подигнута је у 19. веку и представља непокретно културно добро као споменик културе.
Кућа је типична дводелна брвнара са огњиштем, налази се у пространом стрмом дворишту, усред воћњака, окружена млекаром, качаром, мешаном и другим помоћним објектима, карактеристичним за народно градитељство. На „кући” која је урађена од ужлебљених талпи, постоје двоја наспрамна врата. На њој доминира долап који је избачен у поље из равни зида. Поред „куће” се налази соба која је служила за спавање старешине задруге, примање гостију и обављању верских обреда. Значај и вредност куће увећавају покретна културна добра сачувана у њој.